# Helena Parente Cunha
Helena Gomes Parente Cunha (Salvador, 1930 — 11 de fevereiro de 2023 ) foi uma escritora brasileira.
Formou-se em Letras pela Universidade Federal da Bahia em 1952. Dois anos depois, foi para Perúgia, para estudar língua, literatura e cultura italiana na Università Italiana Per Stranieri. Em 1956 começou a trabalhar como tradutora. 
Mudou-se em 1958 para o Rio de Janeiro, onde fez o mestrado na UFRJ. Prosseguiu a carreira acadêmica com o doutorado na UFSC e o pós-doutorado na UFRJ. Foi professora do curso de Letras da UFRJ até aposentar-se, em 1997, continuando a atuar como professora emérita ar do Departamento de Pós-Graduação em Letras (Ciência da Literatura) da mesma universidade, atuando na linha de pesquisa “Literatura comparada e imaginários culturais".   
Seu primeiro livro, Corpo no Gozo, foi premiado no Concurso de Poesia da Secretaria de Educação e Cultura da Guanabara, em 1965.
Morreu em 11 de fevereiro de 2023.

## Obras

### Poesia
- 1968 - Corpo no Cerco
- 1980 - Maramar
- 2000 - Além de Estar
- 1995 - O Outro Lado do Dia: Poemas de uma Viagem ao Japão
- 2005 - Cantos e Cantares

### Conto
- 1980 -  Os Provisórios
- 1985 - Cem Mentiras de Verdade
- 1996 - A Casa e as Casas
- 1998 - Vento, Ventania, Vendaval

### Romance
- 1982 - Mulher no Espelho
- 1989 - As Doze Cores do Vermelho
- 2002 - Claras Manhãs de Barra Clara

### Infantil
- 2003 - Marcelo e Seus Amigos Invisíveis

## Obras publicadas no exterior
- 100 Mensonges pour de vrai, Editions Anacaona, collection Epoca, Paris, 2016.